# St. Georg und Bonifatius (Freiburg im Breisgau)

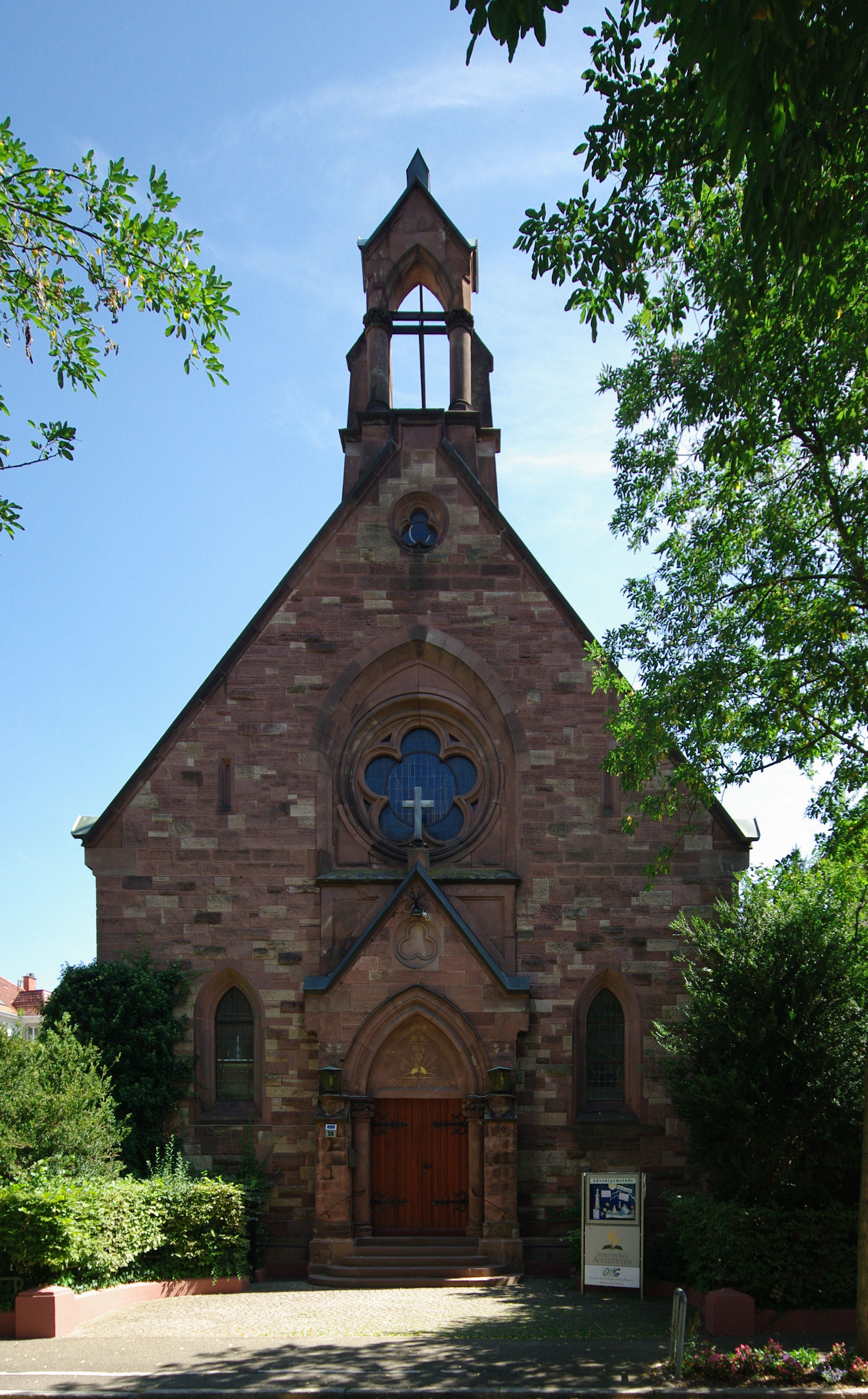
Eingang zur Kirche

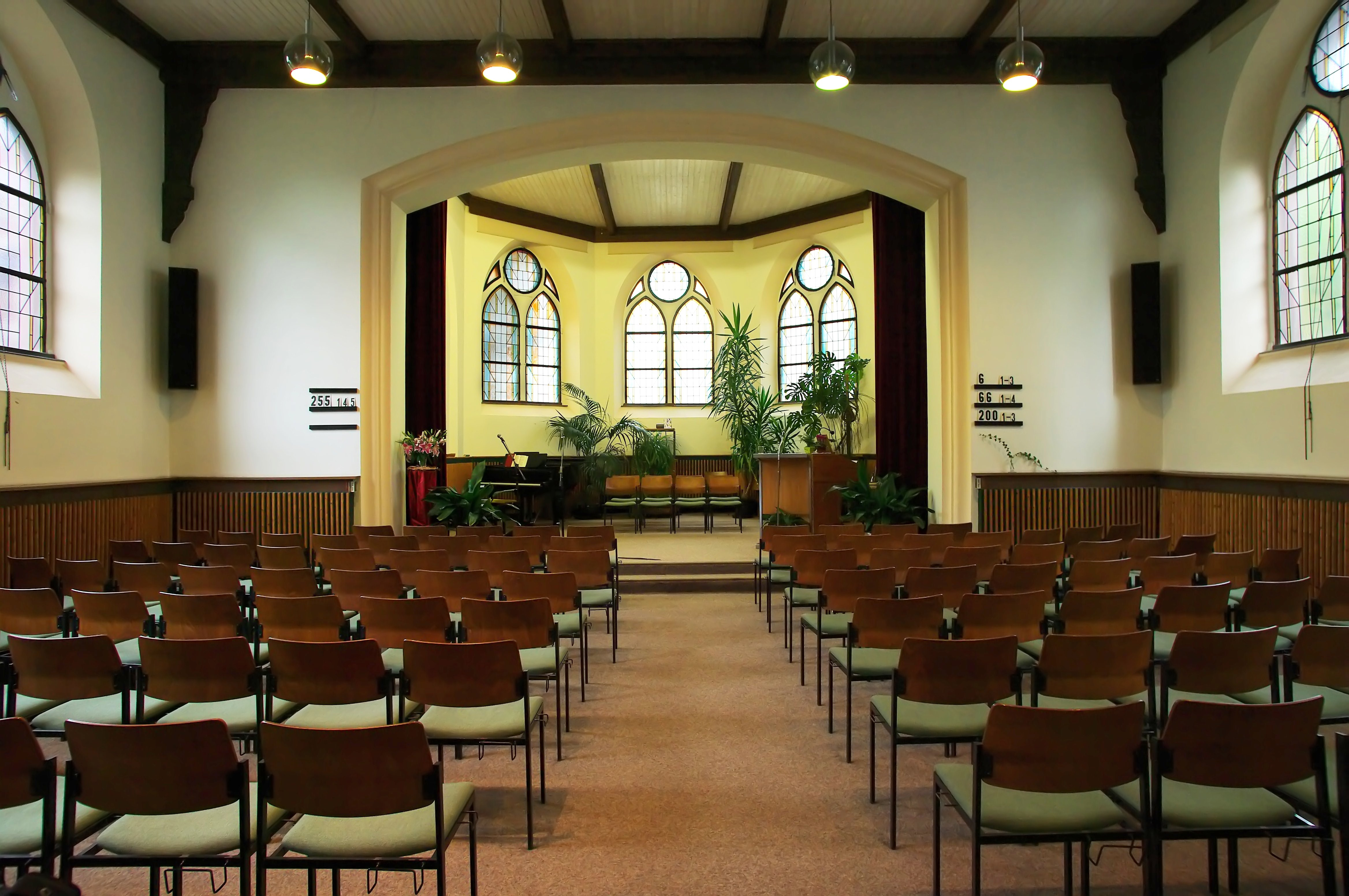
Blick in den Innenraum

St. Georg und Bonifatius ist ein Kirchengebäude im Freiburger Stadtteil Wiehre. Der ursprünglich anglikanische Kirchenbau dient heute als Kirche der Siebenten-Tags-Adventisten.

## Geschichte
Im Jahr 1894 baute die Freiburger Gemeinde der anglikanischen Kirche auf einem Grundstück, das sie 1893 von der Stadt erhalten hatte, die Kirche „Saint George and Saint Boniface“ nach Plänen des Architekten Friedrich Bauer im neugotischen Stil. Der Grundstein dazu wurde am 15. März 1894 im Beisein des badischen Erbgroßherzogs Friedrich II. und seiner Frau Hilda sowie des Konsuls der Vereinigten Staaten gelegt. Geweiht wurde die Kirche am 5. Oktober des gleichen Jahres. Fünf Jahre später wurde daneben auch ein Pfarrhaus gebaut. Die Gemeinde hatte damals schätzungsweise etwa 200 Mitglieder.
Zu Beginn des Ersten Weltkriegs löste sich die anglikanische Gemeinde auf – ihre Mitglieder waren nun meist Angehörige einer feindlichen Nation und verließen Freiburg freiwillig oder zwangsweise. Das Kirchengebäude war seitdem ungenutzt und verwahrloste zusehends. 1921 kaufte die Stadt das Gebäude von der Eigentümerin, der Society for the Propagation of the Gospel in Foreign Parts für 115.000 Mark und vermietete es an die Neuapostolische Gemeinde, die es im Jahre 1928 erwarb. Die Siebenten-Tags-Adventisten nutzten in den 1920er Jahren für kurze Zeit die kleine Kirche ebenfalls. Sie konnten das Gebäude 1960 kaufen, nachdem die Neuapostolische Gemeinde rasch gewachsen war und ein neues größeres Kirchengebäude in der Oberwiehre baute.
Die Anglikanische Gemeinde, die sich nach dem Zweiten Weltkrieg neu gebildet hatte, ist nach verschiedenen Stationen seit 2009 bei der evangelischen Petrusgemeinde in der Unterwiehre zu Gast und hat etwa 100 Gemeindemitglieder.

## Das Gebäude
Der geostete Kirchenbau aus rotem Sandstein steht seit längerem unter Denkmalschutz. Über dem Hauptgiebel sitzt ein kleiner Glockenträger, allerdings ohne Glocke. Die Chorapsis im Fünfachtelschluss schließt das Gebäude nach Osten ab. Im Zuge von Restaurierungs- und Renovierungsarbeiten wurde der Innenraum stark modernisiert und eine Empore eingebaut, um den Raum der wachsenden Mitgliederzahl anzupassen. 1967 wurde ein Jugend- und Mehrzweckraum angebaut. Weitere bauliche Änderungen im Außenbereich sind wegen des Denkmalschutzes nicht möglich.